# Liste der Monuments historiques in Venas
Die Liste der Monuments historiques in Venas führt die Monuments historiques in der französischen Gemeinde Venas auf.

## Liste der Bauwerke
| Bezeichnung    | Beschreibung                  | Standort | Kennzeichnung | Schutzstatus | Datum | Bild |
| -------------- | ----------------------------- | -------- | ------------- | ------------ | ----- | ---- |
| Kirche St-Paul | Erbaut im 11./12. Jahrhundert | (Lage)   | PA00093332    | Inscrit      | 1926  |      |